# 13207 Tamagawa
13207 Tamagawa eller 1997 GZ25 är en asteroid i huvudbältet som upptäcktes den 10 april 1997 av den japanska astronomen Akimasa Nakamura vid Kuma Kogen-observatoriet. Den är uppkallad efter den japanska byn Tamagawa.
Asteroiden har en diameter på ungefär 3 kilometer.